# تايلور هيكسون
تايلور ديلاني هيكسون (بالإنجليزية: Taylor Delaney Hickson)‏ (من مواليد 11 ديسمبر 1997 في كيلونا، كندا) هي ممثلة كندية.

## روابط خارجية
- تايلور هيكسون على موقع IMDb (الإنجليزية)
- تايلور هيكسون على موقع ألو سيني (الفرنسية)
- تايلور هيكسون على موقع أول موفي (الإنجليزية)
- تايلور هيكسون على موقع قاعدة بيانات الأفلام السويدية (السويدية)
- تايلور هيكسون على موقع قاعدة بيانات الفيلم (الإنجليزية)
- تايلور هيكسون على موقع ليتربوكسد (الإنجليزية)
- تايلور هيكسون على موقع كينوبويسك (الروسية)